# Zelia limbata
Zelia limbata là một loài ruồi trong họ Tachinidae.